# Maria Kozjevnikova
Maria Aleksandrovna Kozjevnikova (Russisch: Мария Александровна Кожевникова) (Moskou, 14 november 1984) is een Russisch actrice en politica.
In 2009 poseerde Kozjevnikova naakt voor de Russische Playboy.